# Margaritaria luzoniensis
Margaritaria luzoniensis là một loài thực vật có hoa trong họ Diệp hạ châu. Loài này được (Merr.) Airy Shaw mô tả khoa học đầu tiên năm 1966.